# Сан Никола да Криса
Сан Никола да Криса (итал. San Nicola da Crissa) је насеље у Италији у округу Вибо Валенција, региону Калабрија.
Према процени из 2011. у насељу је живело 1110 становника. Насеље се налази на надморској висини од 543 м.

## Становништво
Према резултатима пописа становништва 2011. у општини је живело 1.416 становника.
| 1931. | 1936. | 1951. | 1961. | 1971. | 1981. | 1991. | 2001. | 2011. |
| ----- | ----- | ----- | ----- | ----- | ----- | ----- | ----- | ----- |
| 3.702 | 3.391 | 4.233 | 3.409 | 2.591 | 1.940 | 1.887 | 1.599 | 1.416 |